# Arcabuco (kommun)
Arcabuco är en kommun i Colombia.   Den ligger i departementet Boyacá, i den centrala delen av landet, 140 km nordost om huvudstaden Bogotá. Antalet invånare är 5 198.